# Crasimorpha
Crasimorpha is een geslacht van vlinders van de familie tastermotten (Gelechiidae).

## Soorten
- C. infuscata Hodges, 1963
- C. peragrata Meyrick, 1923